# Los protocolos de los sabios de Sion
Los protocolos de los sabios de Sion (en ruso: Протоколы сионских мудрецов, transliterado como Protokoly Sionskij Mudretsov, usualmente abreviado a Сионские протоколы, Sionskie Protokoly) es un alegato antisemita falsificado publicado por primera vez en 1903, cuyo objetivo era justificar ideológicamente los pogromos que sufrían los judíos en la Rusia zarista.
El texto, considerado una farsa, afirma ser la transcripción de unas supuestas reuniones de los «sabios de Sion», en la que estos detallan los planes de una conspiración judeo-masónica, que consistía en el control de la masonería y de los movimientos comunistas, en todas las naciones de la Tierra, y que tendría como fin último hacerse con el poder mundial. Los Protocolos son la publicación antisemita más famosa y más ampliamente difundida de la época contemporánea. «Hitler los tomaba como una ilustración de la existencia de los designios ocultos de los judíos, una demostración de su permanente mentira. Todavía hoy, el texto sigue circulando, en particular dentro de las redes islamistas, y resurge periódicamente entre los partidarios de la extrema derecha. Además, constituye uno de los grandes temas de la propaganda negra antisemita en Internet».
En 1921, el diario británico The Times indicó que se trataba de un “torpe plagio” de la obra Diálogo en el infierno entre Maquiavelo y Montesquieu, o la política de Maquiavelo en el siglo XIX, de Maurice Joly (donde se ataca de forma velada un supuesto complot de Napoleón III para dominar el mundo).
Este texto ha sido utilizado por individuos y grupos que pretenden inculcar el odio a los judíos.

## Creación

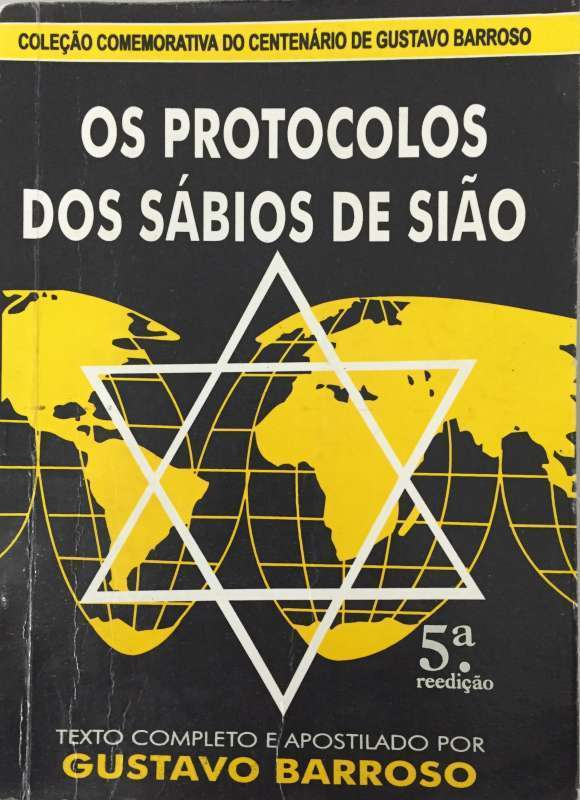
Libro antisemita brasileño.

Los Protocolos son un documento fabricado para fingir ser real. La evidencia textual muestra que no pudo haber sido producido antes de 1901. Por ejemplo, el documento alude al asesinato de Humberto I de Italia, que tuvo lugar en 1900, y al asesinato del presidente estadounidense William McKinley, que tuvo lugar en 1901, como si estos hechos hubieran estados planeados de antemano. El título de Sergei Nilus para la primera edición, ampliamente difundida, contiene las fechas "1902-1903" y es probable que el documento se haya escrito en ese periodo en Rusia. Cesare G. De Michelis argumenta que el documento fue fabricado en los meses posteriores al congreso sionista ruso de septiembre de 1902 y que se trataba originalmente de una parodia del idealismo judío destinada a la circulación interna entre círculos antisemitas hasta que se decidió publicarlo como si fuese real. Las contradicciones en varios testimonios muestran que las personas involucradas—incluido el editor inicial del texto, Pavel Krushevan—ocultó deliberadamente los orígenes del texto y mintió sobre él en las décadas posteriores.
Si la ubicación de la falsificación en la Rusia de 1902-1903 es correcta, entonces fue escrita al comienzo de una serie de pogromos antijudíos en el Imperio Ruso, en los que miles de judíos fueron asesinados o huyeron del país. Muchas de las personas que De Michelis sospecha que están involucradas en la falsificación fueron directamente responsables de incitar a los pogromos.
La primera mención de los Protocolos fue realizada en 1902 por el periodista Mijaíl Osipovich Menshikov en un artículo en el periódico conservador de San Petersburgo titulado Novoye Vremya. Escribió que una venerable dama de la clase alta le había sugerido leer un pequeño folleto, Los Protocolos de los Sabios de Sion, que denunciaba "una conspiración contra el mundo". Ménshikov se mostró muy escéptico sobre su autenticidad y desestimó a sus autores y divulgadores como "personas con fiebre cerebral".
En 1903, los Protocolos se publicaron como una serie de artículos en Znamya, un periódico de las Centurias Negras propiedad de Pavel Krushevan. Este había iniciado el pogromo de Kishinev cuatro meses antes.
Apareció de nuevo en 1905 como capítulo final (Capítulo XII) de la segunda edición de Velikoe v malom i antikhrist ("Lo grande en lo pequeño y el Anticristo"), un libro de Sergei Nilus. Este afirmó que los Protocolos eran obra del Primer Congreso Sionista, celebrado en 1897 en Basilea, Suiza. Cuando se señaló que el Primer Congreso Sionista había sido abierto al público y que asistieron muchos no judíos, Nilus cambió su versión, diciendo que los Protocolos eran el trabajo de reuniones de los Sabios de Sion de entre 1902 y 1903, contradiciendo su propia declaración previa de que había recibido su copia en 1901:

En 1901, a través de un conocido mío (el difunto mariscal de la corte Alexei Nikolayevich Sukotin de Chernigov) logré obtener un manuscrito que exponía con inusual perfección y claridad el curso y desarrollo de la conspiración secreta judía masónica, que llevaría a este malvado mundo a la destrucción. Su inevitable fin. La persona que me entregó este manuscrito garantizó que era una traducción fiel de los documentos originales que fueron robados por una mujer a uno de los líderes más altos e influyentes de los masones en una reunión secreta en algún lugar de Francia, el amado nido de la conspiración masónica.

En 1906 los Protocolos aparecieron en forma de folleto editado por Georgy Butmi de Katzman.
Estas primeras impresiones en ruso se utilizaron como herramienta para convertir a los judíos en chivos expiatorios, a quienes los monárquicos culpaban de la derrota en la guerra ruso-japonesa y la revolución de 1905. Todos los textos tienen en común la idea de que los judíos aspiran a dominar el mundo. Dado que los Protocolos se presentan simplemente como un documento, se necesitan la portada y la contraportada para explicar su supuesto origen. Sin embargo, las diversas huellas son mutuamente inconsistentes. La afirmación general es que el documento fue robado de una organización judía secreta. Dado que el supuesto manuscrito original robado no existe, uno se ve obligado a restaurar una supuesta edición original. Así lo hizo el estudioso italiano Cesare G. De Michelis en 1998, en una obra traducida al inglés y publicada en 2004, donde trata su tema como apócrifo.
En 1905 una investigación secreta ordenada por Pyotr Stolypin, presidente del Consejo de Ministros de Rusia, llegó a la conclusión de que los Protocolos aparecieron por primera vez en París en círculos antisemitas alrededor de 1897-1898.
 Cuando Nicolás II conoció los resultados de la investigación dijo que los ejemplares de los Protocolos "deberían ser confiscados, una buena causa no puede defenderse por medios sucios". A pesar de esta orden, o debido a la "buena causa", proliferaron numerosas copias. Nicolás II leyó posteriormente a su familia los Protocolos durante su estancia preso. Se encontró una copia de los Protocolos entre los efectos personales de Nicolás II tras su ejecución.
A medida que se desarrollaba la Revolución Rusa, lo que provocó que los rusos afiliados al Movimiento Blanco huyeran a Occidente, este texto se convirtió en un arma política utilizada contra los bolcheviques, que eran descritos como abrumadoramente judíos y que supuestamente ejecutaban el "plan" plasmado en los Protocolos. El objetivo era desacreditar la Revolución de Octubre, impedir que Occidente reconociera a la Unión Soviética y provocar la caída del régimen de Vladimir Lenin. Durante unos quince años, los Protocolos tuvieron escasa influencia, pero a partir de 1917 se vendieron millones de ejemplares en más de veinte idiomas.
En 1921 la princesa Catherine Radziwill dio una conferencia privada en Nueva York en la cual dijo que los Protocolos eran una falsificación realizada entre 1904 y 1905 por los periodistas rusos Matvei Golovinski y Manasevich-Manuilov bajo la dirección de Pyotr Rachkovsky, jefe del servicio secreto ruso en París.
En 1944 el escritor alemán Konrad Heiden identificó a Golovinski como un autor de los Protocolos. El relato de Radziwill fue apoyado por el historiador ruso Mijaíl Lepekhine, quien publicó sus hallazgos en noviembre de 1999 en el semanario francés L'Express. Lepekhine consideró los Protocolos como parte de un esquema para persuadir al zar Nicolás II de que la modernización de Rusia era en realidad parte de un plan judío para controlar el mundo. Stephen Eric Bronner escribió que los grupos opuestos al progreso, el parlamentarismo, la urbanización y el capitalismo, y a un papel judío activo en estas instituciones modernas, se sintieron particularmente atraídos por el antisemitismo del documento.
 El académico ucraniano Vadim Skuratovsky realizó un extenso análisis literario, histórico y lingüístico de los Protocolos señalando la influencia de la prosa de Fyodor Dostoyevsky (en concreto de El gran inquisidor y Los demonios) en los escritos de Golovinski, incluyendo los Protocolos.
Teóricos de la conspiración señalan que Los sabios de Sion se habrían reunido durante el Primer Congreso Sionista celebrado en Basilea, Suiza del 29 al 31 de agosto de 1897, el cual fue presidido por Theodor Herzl. Sin embargo, no existe evidencia que demuestre la existencia de una sociedad secreta con tal nombre. Los Protocolos pretenden ser las actas levantadas por dicha organización.

### Trasfondo en las teorías de la conspiración
En la sociedad rusa ya existía un resentimiento hacia los judíos pero la idea de una conspiración judía internacional para dominar el mundo fue acuñada en la década de 1860. Jacob Brafman, un judío de Minsk, tuvo una pelea con agentes del kahal local tras lo cual se convirtió a la Iglesia ortodoxa rusa y escribió textos que polemizaban contra el Talmud y el kahal. Brafman dijo en sus libros Las hermandades judías locales y universales (1868) y El libro del kahal (1869), publicadas en Vilna, que un kahal secreto tenía el objetivo de socavar a los empresarios cristianos ortodoxos, apoderarse de sus propiedades y, en última instancia, hacerse con el poder político. También dijo que había una red conspiratoria internacional bajo el control central de la Alianza Israelita Universal de París, que entonces se encontraba liderada por Adolphe Crémieux, un prominente masón.
Tras los escritos de Brafman, otras obras difundieron un concepto similar al de los Protocolos. Entre estas está La conquista del mundo por los judíos (1878), publicado en Basilea y escrito por Osman Bey (nacido como Frederick van Millingen). Millingen era un británico hijo del médico británico Julius Michael Millingen, pero sirvió como oficial en el ejército del Imperio otomano, donde nació. Se convirtió al islam y luego a la Iglesia ortodoxa rusa. Su obra fue sucedida por El Talmud y los judíos (1879), de Hippolytus Lutostansky, que afirmaba que los judíos querían repartirse Rusia.

### Maurice Joly
Se ha calculado que unos 160 pasajes de los Protocolos fueron plagiados de la sátira política de Maurice Joly titulada Diálogo en el infierno entre Maquiavelo y Montesquieu. La obra de Joly es un ataque apenas velado a las ambiciones políticas de Napoleón III, el cual, representado por el personaje no judío Maquiavelo, planea apoderarse del mundo. Joly, un republicano que posteriormente sirvió en Comuna de París, fue juzgado el 25 de abril de 1865 y sentenciado a 15 meses de prisión como resultado directo de la publicación de este libro. Umberto Eco consideró que Diálogo en el infierno plagió partes a su vez de una novela de Eugène Sue titulada Les Mystères du Peuple (1849–56). Joly se suicidó en 1878.
Frases identificables como de Joly constituyen un 4% de la primera mitad de la primera edición y un 12% de la segunda mitad; ediciones posteriores, incluyendo la mayoría de las traducciones, tienen frases más largas de Joly.
Los Protocolos 1-19 siguen de cerca el orden de los Diálogos 1-17 de Maurice Joly. Por ejemplo:
| Montesquieu: ¿Cómo son los préstamos? Por la emisión de obligaciones, que implica para el Gobierno la obligación de pagar intereses proporcionales al capital que ha pagado. Así, si un préstamo es del 5%, el Estado, después de 20 años, ha pagado una suma igual al capital prestado. A los 40 años ha pagado el doble, y el triple después de 60 años: sin embargo, sigue siendo deudor de todo el capital (Diálogos, de Joly, p. 250) | Un préstamo es un asunto del papel del Gobierno, que conlleva la obligación de pagar intereses que ascienden a un porcentaje de la suma total del dinero prestado. Si un préstamo está en el 5%, entonces en 20 años, el Gobierno habría pagado innecesariamente una suma igual a la del préstamo con el fin de cubrir el porcentaje. En 40 años se ha pagado el doble, y en 60 tres veces esa cantidad, pero el préstamo continúa como una deuda no pagada (Protocolos, de Nilus, p. 77) |

| Maquiavelo: Al igual que el dios Vishnú, mi prensa tendrá un centenar de brazos, y esos brazos se dan la mano con todos los diferentes matices de opinión en todo el país (Diálogos, de Joly, p. 141) | Estos periódicos, al igual que el dios de la India Vishnú, serán dotados de cientos de manos, cada una de las cuales se sienten en el pulso diferente de la opinión pública (Protocolos, de Nilus, p. 43) |

| Montesquieu: Ahora entiendo la figura del dios Vishnú: tienes un centenar de brazos, como el ídolo de la India, y cada uno de los dedos toca un resorte (Diálogos, de Joly, p. 207) | Nuestro gobierno se asemeja al dios hindú Vishnú. Cada una de nuestras cien manos activará un resorte de la maquinaria social del Estado (Protocolos, de Nilus, p. 65) |

| Organizaré, por ejemplo, inmensos monopolios financieros —reservas de la fortuna pública— de los que dependerá tan estrechamente la suerte de todas las fortunas privadas, que al día siguiente de cualquier catástrofe política serán absorbidas con el crédito del Estado. Usted es economista, Montesquieu: pese el valor de esta combinación. (Diálogos, de Joly, p. 75) | Bien pronto organizaremos enormes monopolios —colosales reservas de riquezas— en los que las fortunas de los cristianos, incluso las grandes, dependerán de tal forma de ellos, que al día siguiente de una catástrofe política serán absorbidas con el crédito de los Estados. Señores economistas aquí presentes, consideren la importancia de esta combinación (Protocolos, de Nilus, p. 42) |

| Es preciso llegar a que en el Estado haya solamente proletarios, algunos millonarios y soldados (Diálogos de Joly, p. 77) | Es preciso que en los Estados haya solamente proletarios, algunos millonarios... y soldados (Protocolos, de Nilus, p. 45) |

| Sila volvió deificado, nadie tocó un cabello de su cabeza (Diálogos, de Joly, p. 159) | Sila estaba deificado (nadie tocó un cabello de la cabeza de Sila) (Protocolos, de Nilus, p. 93) |

### Hermann Goedsche
Goedsche empezó una carrera como columnista conservador y escribió ficción literaria bajo el seudónimo Sir John Retcliffe. Su novela de 1868 Biarritz contiene un capítulo titulado El cementerio judío de Praga y el Consejo de Representantes de las Doce Tribus de Israel. En él, Goedsche (que no sabía que sólo dos de las doce "tribus" bíblicas originales permanecían) representa una reunión nocturna clandestina de miembros de una misteriosa camarilla rabínica que está planeando una "conspiración judía" diabólica. Durante la media noche, se aparece el diablo para contribuir con sus opiniones y conocimientos. El capítulo se parece mucho a una escena de la obra Giuseppe Balsamo (1848) de Alejandro Dumas, en la cual Joseph Balsamo, también conocido como Alessandro Cagliostro, y compañía  planean el asunto del collar.
En 1949 el hispanista neerlandés J. A. van Praag llegó a la conclusión de que Hermann Goedsche debía conocer la obra del escritor español del Siglo de Oro Francisco de Quevedo titulada La Isla de los Monopantos, un relato de ficción satírica dirigido contra el Conde-Duque de Olivares, valido del rey Felipe IV, en el que se cuenta la historia de la reunión secreta de los rabinos de Europa con los cristianos que están dispuestos a colaborar con ellos -los "monopantos"- para apoderarse del mundo. Esta relación es considerada probable por el hispanista francés Joseph Pérez.
Gonzalo Álvarez Chillida, historiador español, también cree probable la hipótesis de van Praag, ya que Goedsche "era un hombre interesado por los temas hispanos, como lo demostró en dos de sus novelas, tituladas Villafranca y Puebla". Así, lo que Quevedo concibió como una fantasía satírica, "inspirándose sin duda en el supuesto complot de los conversos, revelado por la Carta de los judíos de Constantinopla", de Juan Martínez Silíceo, en el siglo XIX algunos antisemitas, siguiendo la estructura y contenido de los Monopantos, lo convirtieron en auténticas reuniones judías secretas.
En 1872 una traducción rusa de El cementerio judío de Praga apareció en San Petersburgo como un panfleto separado que supuestamente no era ficción. François Bournand, en su Les Juifs et nos Contemporains (1896), reprodujo el soliloquio al final de un capítulo en el que el personaje Levit expresa como un hecho el deseo de que los judíos sean "reyes del mundo en 100 años", dando crédito a un "principal rabino John Readcliff". La perpetuación del mito de la autenticidad de la historia de Goedsche, en particular el "discurso del rabino", facilitó relatos posteriores de la igualmente mítica autenticidad de los Protocolos.  Al igual que con los Protocolos, muchos afirmaron que el ficticio "discurso del rabino" tenía un tono de autenticidad, independientemente de su origen: "Este discurso fue publicado en nuestra época, hace dieciocho años", se lee en un reportaje de 1898 del periódico La Croix, "y todos los Los acontecimientos que ocurrían ante nuestros ojos fueron anticipados en él con una precisión verdaderamente aterradora."

## Estructura y contenido
Los Protocolos es una obra de ficción, escrita intencionalmente para culpar a los judíos de una variedad de males. Los que la distribuyen afirman que documenta una conspiración judía para dominar el mundo. Pero la conspiración y sus presuntos líderes, referidos como "los sabios de Sion", nunca existieron.
Los "Protocolos" pretenden documentar las actas de una reunión de finales del siglo XIX a la que asistieron líderes judíos mundiales, los "Sabios de Sion", que conspiran para controlar el mundo.
La falsificación pone en boca de los líderes judíos una variedad de planes, la mayoría de los cuales derivan de viejos fraudes antisemitas. Por ejemplo, los "Protocolos" incluyen planes para subvertir la moral del mundo no judío, planes para que los banqueros judíos controlen las economías del mundo, planes para el control judío de la prensa y, en última instancia, planes para la destrucción de la civilización.
El documento consiste en 24 "protocolos". Estos han sido analizados por Steven Jacobs and Mark Weitzman, que señalaron diversos temas recurrentes en los mismos según se detalla en la siguiente tabla:
| Protocolo | Título                                                                      | Temas                                                                                                |
| --------- | --------------------------------------------------------------------------- | --- |
| 1         | La doctrina básica: "El derecho está en el poder"                           | Libertad; autoridad y poder; oro = dinero                                                            |
| 2         | La guerra económica y la desorganización conducen al gobierno internacional | Conspiración política económica internacional; prensa/medios como herramientas                       |
| 3         | Métodos de conquista                                                        | Pueblo judío, arrogante y corrupto; escoger/elección; servicio público                               |
| 4         | La destrucción de la religión por el materialismo                           | Los negocios son fríos y desalmados; gentiles como esclavos                                          |
| 5         | Despotismo y progreso moderno                                               | Ética judía; la relación del pueblo judío con la sociedad en general                                 |
| 6         | La adquisición de tierras, el fomento de la especulación                    | Propiedad de la tierra                                                                               |
| 7         | Una profecía de guerra mundial                                              | Malestar interno y discordia (frente al sistema judicial) que conducen a la guerra versus shalom/paz |
| 8         | El gobierno de transición                                                   | Elemento criminal                                                                                    |
| 9         | La propaganda omnipresente                                                  | Ley; educación; francmasonería                                                                       |
| 10        | Abolición de la Constitución; ascenso de la autocracia                      | Política; gobierno de la mayoría; liberalismo; familia                                               |
| 11        | La Constitución de la autocracia y el gobierno universal                    | gentiles; participación política judía; masonería                                                    |
| 12        | El reino de la prensa y del control                                         | Libertad, censura de la prensa, publicación                                                          |
| 13        | Convertir el pensamiento público de lo esencial a lo no esencial            | Gentiles; negocio; escoger/elección; prensa y censura; liberalismo                                   |
| 14        | La destrucción de la religión como preludio al surgimiento del Dios judío   | Judaísmo; Dios; gentiles; libertad; pornografía                                                      |
| 15        | Utilización de la masonería: represión despiadada de los enemigos           | gentiles; masonería; Sabios de Israel; poder y autoridad políticos; rey de Israel                    |
| 16        | La anulación de la educación                                                | Educación                                                                                            |
| 17        | El destino de los abogados y del clero                                      | Abogados; clero; cristianismo y autoría no judía                                                     |
| 18        | La organización del desorden                                                | Maldad; discurso                                                                                     |
| 19        | Entendimiento mutuo entre gobernante y pueblo                               | Rumor; martirio                                                                                      |
| 20        | El programa financiero y la construcción                                    | Impuestos y tributación; préstamos; cautiverio; usura; préstamo de dinero                            |
| 21        | Préstamos internos y crédito gubernamental                                  | Mercado de valores y bolsa de valores                                                                |
| 22        | La beneficencia del gobierno judío                                          | Oro=dinero; escoger/elección                                                                         |
| 23        | La inculcación de la obediencia                                             | Obediencia a la autoridad; esclavitud; escoger/elección                                              |
| 24        | El gobernante judío                                                         | Monarquía; documento como ficción                                                                    |

En la Biblioteca Británica se conservan 43 ediciones distintas. El ejemplar ruso de 1905 se encuentra con el número 3296 d. 17, y lleva el sello de entrada «British Museum, 10 de agosto de 1906».

## Comentarios sobre losProtocolosen otras obras
Según Daniel Pipes:

La vaguedad del libro (casi no se especifican nombres, fechas o temas) ha sido una de las claves de este amplio éxito. La autoría supuestamente judía también ayuda a que el libro sea más convincente. Su aceptación de la contradicción –que para avanzar, los judíos utilizan todas las herramientas disponibles, incluyendo el capitalismo y el comunismo, el filosemitismo y el antisemitismo, la democracia y la tiranía– hizo posible que Los Protocolos llegaran a todos: ricos y pobres, derecha e izquierda, cristianos y musulmanes, americanos y japoneses.

Pipes señala que los Protocolos enfatizan temas recurrentes de antisemitismo conspirativo: "Los judíos siempre planean", "Los judíos están en todas partes", "Los judíos están detrás de cada institución", "Los judíos obedecen a una autoridad central, los oscuros 'Sabios'", y "Los judíos están cerca del éxito".
Como ficción en el género literario, el tratado fue analizado por Umberto Eco en su novela El péndulo de Foucault (1988):

La gran importancia de los Protocolos radica en que permiten a los antisemitas ir más allá de sus círculos tradicionales y encontrar una gran audiencia internacional, un proceso que continúa hasta el día de hoy. La falsificación envenenó la vida pública allí donde apareció; fue "autogenerado; un modelo que migró de una conspiración a otra.

Eco también abordó los Protocolos en 1994 en el capítulo 6, "Protocolos ficticios", de sus Seis paseos por el bosque ficticio y en su novela de 2010 El cementerio de Praga.
La conspiración, obra póstuma del dibujante y guionista de cómics Will Eisner, es una novela gráfica acerca de Los protocolos de los sabios de Sion desde su creación hasta la actualidad y cómo los han usado diversas asociaciones antisemitas. Will Eisner falleció en enero de 2005, poco después de la publicación de su novela gráfica que debía suponer, como escribió su autor en el prólogo, "un clavo más que hundir en el ataúd de ese aterrador fraude vampírico".
El cuento El libro de los reyes y de los tontos, del escritor serbio Danilo Kiš, incluido en La enciclopedia de los muertos, es una parodia a toda la trama implícita en Los protocolos de los sabios de Sion.
En enero de 1938 el sacerdote católico francés Pierre Charlés publicó en la revista Nouvelle Revue Théologique un artículo comentando la influencia de los Protocolos en el sempiterno antisemitismo europeo:

Si se los toma como un programa, los Protocolos [...] son sólo una serie de divagaciones sin importancia, que delatan a cada momento la incoherencia del redactor y su ignorancia de las nociones más elementales. Nadie podría jamás llevar a ejecución ese programa, porque hormiguea de contradicciones y de visible insania. Está comprobado que estos Protocolos son una falsificación, plagiada torpemente a partir de la obra satírica de Maurice Jolý y compuesta con el fin de hacer odiosos a los judíos, excitando contra ellos las pasiones más irreflexivas y ciegas.

El Congreso Sionista de Basilea (Suiza) de 1897 no tuvo nada que ver con la composición del panfleto ruso. Se puede discutir sobre el fin perseguido por el autor de la falsificación: parece relacionado con la situación interna de Rusia y con el manifiesto zarista del 30 de octubre del mismo año.

El odio es como la legendaria túnica envenenada de Deyanira, de la que su esposo Hércules nunca logró desprenderse. El odio es el tesoro que el hombre más ferozmente guarda; y el hombre lapida con rabia a aquellos que intentan arrebatárselo.

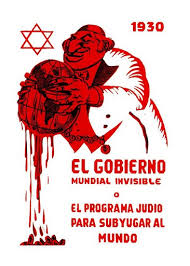
Edición española de Los protocolos de los sabios de Sion.

## The Timesexpone la falsificación en 1921
Entre 1920 y 1921 los conceptos de los Protocolos fueron trazados hasta las obras de Goedsche y Jacques Crétineau-Joly por Lucien Wolf (un periodista inglés judío), que publicó sus conclusiones en Londres en agosto de 1921. Ese mismo año el reportero en Constantinopla del periódico británico The Times, Philip Graves, descubrió que en los Protocolos se había plagiado la obra de Maurice Joly y publicó sobre ello una serie de artículos.
Según el escritor Peter Grose, Allen Dulles, que estaba en Constantinopla desarrollando relaciones con las estructuras posteriores al Imperio otomano, descubrió "la fuente" de la documentación y la proporcionó a The Times. Grose escribió que The Times concedió un préstamo a la fuente, un emigrado ruso que se negó a ser identificado, comprendiendo que el préstamo no sería reembolsado. Colin Holmes, profesor de historia económica en la Universidad de Sheffield, identificó al emigrante como Mijaíl Raslovlev, que se calificaba a sí mismo como antisemita. Este dijo haber dado dado la información a Graves para no "dar un arma de ningún tipo a los judíos, de quienes nunca he sido amigo".
En el primer artículo de la serie de Graves, titulado "Una falsificación literaria", escribieron los editores de The Times que "nuestro corresponsal en Constantinopla presenta por primera vez pruebas concluyentes de que el documento es, en su mayor parte, un plagio torpe. Nos ha enviado una copia del libro francés del cual se hace el plagio", Ese mismo año Herman Bernstein publicó en los Estados Unidos un libro entero que documentaba la estafa A pesar de esta amplia y extensa desacreditación, los antisemitas continuaron considerando los Protocolo como una importante evidencia fáctica. Dulles, un exitoso abogado y diplomático de carrera, intentó persuadir al Departamento de Estado de EE. UU. para que denunciara públicamente la falsificación, sin éxito.

## Los juicios de Berna y Basilea
La venta de los Protocolos (editados por el antisemita alemán Theodor Fritsch) por el Frente Nacional durante una reunión política en el Casino de Berna el 13 de junio de 1933, dio lugar al Juicio de Berna en el Amtsgericht (tribunal de distrito) de Berna, Suiza, el 29 de octubre de 1934. Los demandantes (la Asociación Judía Suiza y la Comunidad Judía de Berna) estuvieron representados por Hans Matti y Georges Brunschvig, ayudaron por Emil Raas. En nombre de la defensa trabajaba el propagandista antisemita alemán Ulrich Fleischhauer. El 19 de mayo de 1935, dos acusados (Theodore Fischer y Silvio Schnell) fueron declarados culpables de violar un estatuto bernés que prohibía la distribución de textos "inmorales, obscenos o brutalizantes".
El juez Walter Meyer, un cristiano que nunca antes había oído hablar de los Protocolos, concluyó lo siguiente:

Espero que llegue el momento en que nadie pueda comprender cómo en 1935 casi una docena de hombres cuerdos y responsables pudieron burlarse durante dos semanas del intelecto del tribunal de Berna al discutir la autenticidad de los llamados Protocolos, los mismos Protocolos que, por perjudiciales que hayan sido y sean, no son más que tonterías risibles

Vladimir Burtsev, un emigrado ruso antibolchevique y antifascista que expuso a numerosos agentes provocadores de la policía secreta zarista (la Ojrana) a principios del siglo XX, sirvió como testigo en el juicio de Berna. En 1938 publicó en París un libro, Los protocolos de los sabios de Sion: una falsificación probada, basado en su testimonio.
El 1 de noviembre de 1937, los acusados apelaron el veredicto ante el Obergericht (Tribunal Supremo Cantonal) de Berna. Un grupo de tres jueces los absolvió, sosteniendo que los Protocolos, aunque falsos, no violaban el estatuto en cuestión porque eran "publicaciones políticas" y no "publicaciones inmorales (obscenas) (Schundliteratur)" en el sentido estricto de la ley. Sin embargo, la opinión del juez presidente fue que la falsificación de los Protocolos no era cuestionable y lamentó que la ley no brindara protección adecuada a los judíos contra este tipo de literatura. El tribunal se negó a imponer a los demandantes los honorarios de la defensa de los acusados absueltos y el absuelto Theodor Fischer tuvo que pagar 100 francos por los gastos estatales totales del proceso (28.000 francos), que finalmente fueron pagados por el cantón de Berna.
La evidencia presentada en el juicio, que influyó fuertemente en relatos posteriores hasta el presente, fue que los Protocolos fueron escritos originalmente en francés por agentes de la Ojrana. Sin embargo, esta versión ha sido cuestionada por varios académicos modernos. Charles Ruud y Sergei Stepanov concluyeron que no hay pruebas sustanciales de la participación de la Ojrana ni pruebas circunstanciales sólidas en su contra.
También por entonces los miembros del Frente Nacional suizo Alfred Zander y Eduard Rüegsegger distribuyeron los Protocolos (editados por el alemán Gottfried zur Beek) en Suiza. Jules Dreyfus-Brodsky y Marcus Cohen los demandaron por insulto al honor judío. Al mismo tiempo, el rabino jefe Marcus Ehrenpreis de Estocolmo (que también presenció en el juicio de Berna) demandó a Alfred Zander. El 5 de junio de 1936 este proceso finalizó en Basilea con un acuerdo.

## Influencia del texto en los antisemitas

### Los nazis
La primera edición de esta obra en Alemania fue en 1920. En pocos meses, se reeditaron en cinco ocasiones. Fueron muy difundidos por la prensa völkisch y antes de 1933 ya había más de 33 ediciones alemanas. Hitler debió conocerlos, como mínimo, desde mediados de agosto de 1921, ya que los mencionó por entonces en discursos en Múnich y Rosenheim.
Fueron difundidos en Alemania por la prensa völkisch y dieron apoyo adicional a la «teoría de la puñalada por la espalda».
Entre los pocos textos que Hitler reconoció haber usado como fuentes para su obra Mi lucha estaban los Protocolos. Su lectura por parte de Adolf Hitler, evidenciada en Mi lucha, fue determinante para avivar los prejuicios fanáticos del futuro dictador.
En 1923 Alfred Rosenberg publicó Los protocolos de los sabios de Sion y la política mundial judía. Dijo que el motivo de escribir este libro fue "pararles los pies de una vez por todas a los destructores del pensamiento estatal völkisch".
También en 1923 Gottfried Feder publicó El Estado alemán sobre las bases nacionales y sociales, con una introducción de Hitler. Feder dijo que este libro pretendía ser una antítesis de los Protocolos.
Joseph Goebbels anotó en su diario el 10 de abril de 1924 lo siguiente:

Creo que Los protocolos de los sabios de Sion son falsos. Y no porque la imagen del mundo que se transmite en ellos o las aspiraciones judías me parezcan demasiado irreales o fantásticas, sino porque estoy convencido de que los judíos no son tan terriblemente idiotas como para no mantener en secreto unos protocolos tan importantes como esos. O sea, creo en la verdad interna de los protocolos, aunque no en su verdad fáctica

Sin embargo, en el apogeo de la Segunda Guerra Mundial, Joseph Goebbels, ministro de Propaganda, proclamó: «Los protocolos de los sionistas son tan actuales hoy como lo fueron el día en que fueron publicados por primera vez».
En las palabras de Norman Cohn, esto sirvió a los nazis como «autorización del genocidio».
Hitler cesó casi por completo de referirse a los Protocolos desde mediados de la década de 1920 para no dejar flancos abiertos a los críticos, que continuamente recordaban que aquella obra era falsa. Con todo, en 1943, le dijo a Goebbles que creía que eran "rigurosamente auténticos" porque "nadie puede emular de un modo tan genial el ansia judía de dominar el mundo tal y como los propios judíos la sienten".
Los Protocolos se convirtieron en lectura obligatoria para los estudiantes en la Alemania nazi. En El holocausto: la destrucción del pueblo judío en Europa (1933-1945), Nora Levin afirma que «Hitler utilizó los Protocolos como un manual en su guerra de exterminio de los judíos»:

Nunca hubo pruebas concluyentes de que los Protocolos fueran una burda falsificación, tenían gran popularidad y grandes ventas en los años veinte y treinta. Se tradujeron a todos los idiomas de Europa y se vendían ampliamente en los países árabes, Estados Unidos e Inglaterra. Pero fue en Alemania, después de la Primera Guerra Mundial, donde tuvieron su mayor éxito. Allí se utilizaron para explicar todos los desastres que ocurrieron en el país: la derrota en la guerra, el hambre, la inflación destructiva.

Con el paso del tiempo se ha convertido en libro de texto entre los grupos de ultraderecha, compartiendo estantería en las librerías dedicadas a este tipo de literatura con panfletos supremacistas blancos y obras en las que se niega el holocausto judío a manos de los nazis. En el interés nazi por extender el antisemitismo, se imprimieron cientos de miles de copias y se repartieron por muchos hogares (se dice que solo la Biblia podía competir en número de ejemplares) y en las Juventudes Hitlerianas se hizo lectura obligatoria.

### Henry Ford
Durante unos dos años, desde 1920, el magnate automovilístico Henry Ford publicó en un periódico de su propiedad, The Dearborn Independent, una serie de artículos antisemitas que citaban liberalmente los Protocolos. Generalmente se cree que el autor real de los artículos fue el editor del periódico, William Cameron. Durante 1922, la circulación de The Dearborn Independent creció hasta las 270 000 copias pagadas. Ford publicó posteriormente una compilación de estos artículos en forma de libro con el título El judío internacional: el problema más importante del mundo. Inmediatamente, las editoriales völkisch tradujeron esta obra al alemán.
En 1921, Ford habló de la evidencia de una amenaza judía: "La única afirmación que me importa hacer sobre los Protocolos es que encajan con lo que está sucediendo. Tienen 16 años y se han adaptado a la situación mundial hasta este momento."
El 20 de diciembre de 1922 el periódico New York Times recogió los rumores de que Ford estaba financiando a Hitler. En el mismo número de este periódico un reportero decía que había visto una foto de Henry Ford y libros de él en el despacho de Hitler.
Robert A. Rosenbaum escribió que "en 1927, cediendo a la presión legal y económica, Ford se retractó y se disculpó, aunque negó toda responsabilidad personal, por los artículos antisemitas y cerró The Dearborn Independent".
En 1928 Hitler desmintió que su movimiento hubiese recibido dinero del "demócrata Ford".
En 1929 Hitler dijo en un artículo sobre este empresario:

El Ford de hoy ya no es el Ford de antes. Porque el Ford de antes era un antisemita y por eso sus métodos eran "enemigos de los obreros". El Ford de hoy, en cambio, se ha reconciliado con los judíos. Por eso, los obreros no tienen nada que decir contra sus métodos.

Hitler mencionó a Ford como independiente y objeto de la ira de los judíos en el segundo volumen de Mi lucha, de 1926. Sin embargo, tras sus declaraciones contra Ford en 1929, la mención a este se borró de las nuevas ediciones populares del libro, con excepción de edición abreviada realizada para el Reino Unido en 1933 y de la edición realizada para los Estados Unidos en 1939.
Con todo, Hitler tenía una foto en su despacho de Henry Ford en 1931. El 7 de julio de 1938 Hitler condecoró a este empresario con la Gran Cruz de la Orden del Águila Alemana, que le fue colocada por el cónsul alemán en Detroit, Fritz Hailer, el 30 de julio.

### En países islámicos
En los países islámicos existe un público excepcionalmente receptivo a este mensaje. Innumerables discursos políticos, editoriales y hasta dibujos animados se derivan de los Protocolos.
Una traducción hecha por un cristiano árabe apareció en El Cairo en 1927 o 1928 en forma de libro. La primera traducción hecha por un árabe musulmán también se publicó en El Cairo, pero en 1951.
Un gran número de regímenes y líderes árabes y musulmanes han respaldado los Protocolos como auténticos, incluidos los respaldos de los presidentes Gamal Abdel Nasser y Anwar Sadat de Egipto, el presidente Abdul Salam Arif de Irak, el rey Faisal de Arabia Saudita y el dictador Gaddafi de Libia.
La carta de 1988 de Hamás, un grupo islamista palestino, afirmaba que los Protocolos encarnan el plan de los sionistas. La referencia fue eliminada en el nuevo pacto emitido en 2017.
El gran muftí de Jerusalén, el jeque Ekrima Sa'id Sabri y el Ministerio de Educación de Arabia Saudita han respaldado la autenticidad de los Protocolos en el siglo XXI.
En 2002, la televisión estatal de Egipto transmitió una miniserie basada sobre los Protocolos, un evento condenado por el Departamento de Estado de los Estados Unidos. En textos oficiales educativos elaborados por la Autoridad Nacional Palestina se llegan a citar como referencia para «explicar» la política de Israel. Los Protocolos llegan a ser citados para explicar teorías alrededor de hechos como el 11-S o el asesinato del primer ministro libanés. Hamás, la organización palestina, se apoya en parte sobre los Protocolos para justificar sus actos de terrorismo contra civiles israelíes.
Los respaldos pasados al texto de los presidentes Gamal Abdel Nasser y Anwar el-Sadat de Egipto, del presidente Arif de Irak, del rey Fáisal de Arabia Saudita y del coronel Muamar el Gadafi de Libia reciben hoy un eco en las más contemporáneas declaraciones desde el Gran Muftí de Jerusalén, el jeque Ekrima Sa'id Sabri y Hamás hasta las realizadas por el ministro de Educación de Arabia Saudita.
El ayatolá Jomeini era muy aficionado a las teorías de la conspiración judía y le gustaba ilustrar sus textos con fragmentos de Los protocolos. Por extensión, usaba este alegato antisemita para criticar a todo Occidente. Así lo hizo en 1984 en la publicación Imam, en un artículo en el que acusaba al ejército británico de cometer atrocidades durante la guerra de las Malvinas por consejo de los Sabios de Sion.

### En Venezuela
El 4 de abril de 2011, en un programa de la Radio Nacional de Venezuela, la periodista Cristina González hizo referencia a los Protocolos de los Sabios de Sion, calificándolos de "interesantes", haciendo hincapié en el control por parte de los judíos de la economía, basada en el texto de los Protocolos. La Confederación de Asociaciones Israelitas de Venezuela denunció el hecho ante el Ministerio Público de Venezuela y solicitó una investigación. La Liga Antidifamación se ha unido a las acusaciones contra el gobierno venezolano de “no cumplir con su palabra” de combatir el antisemitismo en Venezuela.